# Pascal Renfer
Pascal Renfer (* 25. Oktober 1977 in Biel/Bienne) ist ein ehemaliger Schweizer Fussballspieler. Er spielte auf der Position eines Stürmers.

## Karriere
Renfer begann mit dem Fussballspielen beim Fussballverein seines Wohnorts, dem FC Lengnau. Neben dem Fussball absolvierte er eine kaufmännische Ausbildung. Seine erste Station als Profi war der FC Solothurn in der Nationalliga B, der heutigen Challenge League. Über mehrere Zwischenstationen (Yverdon-Sport FC, FC Wangen bei Olten, FC Winterthur, FC Zürich, FC Thun, FC Winterthur, FC Schaffhausen) kam er 2007 zum FC Lugano, für den er in 81 Spielen 41 Tore schoss. Er wechselte im Januar 2011 zum FC Wohlen. Im Sommer 2012 beendete er seine Spielerkarriere. Neben der Fussballkarriere absolvierte er einen Fernkurs für die eidgenössische Berufsprüfung zum «Organisator mit eidgenössischem Fachausweis» und zum Dipl. Ökonom in der Klett Akademie. Nach seiner fussballerischen Karriere kehrte er in die Finanzbranche zurück und absolvierte die Höhere Fachschule in Banking and Finance.